# Mas-Cabardès
Mas-Cabardès é uma comuna francesa na região administrativa de Occitânia, no departamento de Aude. Estende-se por uma área de 9,09 km². Em 2010 a comuna tinha 187 habitantes (densidade: 20,6 hab./km²).